# ヤジリハゼ
ヤジリハゼは、ハゼ科オニハゼ属に属する魚の一種。和名は尖った尾鰭が鏃を彷彿とさせることに由来する。

## 形態
全長6.5-7cm。体は細長く、頭部よりわずかに長い尖った尾鰭を持つ。尾鰭には一本の黒い線が入る。体色は白から淡い灰色で、淡褐色の斑模様が頭部と背中に不規則に並ぶ。体側面には5つの大きな黒点が並ぶ。

## 生態
生息水深は2-35m。河川の河口域やサンゴ礁、内湾の砂泥底に住み、テッポウエビ類と共生する。

## 分布
日本からインドネシア、ニューギニア、オーストラリア北部にかけての西太平洋に分布する。日本では伊豆半島、和歌山県、高知県、愛媛県、鹿児島県、大隅諸島、奄美群島、沖縄県、西表島、石垣島で確認されている。